# Paul Joseph Bardou
Paul Joseph Bardou (ur. 1747 w Bazylei, zm. 1814 w Berlinie) – niemiecki malarz portrecista, posługujący się techniką pastelową.

## Życiorys
Był synem pończosznika z Langwedocji Antoine’a Bardou (1697–1783) i Elisabeth Suzanne Bardou z domu Pederotti, którzy przenieśli się z Bazylei przez Poczdam do Berlina w latach 1740. Paul Joseph urodził się jeszcze przed ich wyjazdem z Bazylei. Rodzina Bardou należała do kalwińskiej Gminy Francuskiej w Berlinie.
Paul Joseph był młodszym bratem rzeźbiarza Emanuela Bardou (1744–1818) i stryjem portrecisty Karla Wilhelma Bardou (ur. 1744). Studiował w Akademii Sztuk w Berlinie u Blaise’a Nicolasa Le Sueura. W 1804 został członkiem akademii, co ustabilizowało jego pozycję jako twórcy. Zmarł w Berlinie w 1814.

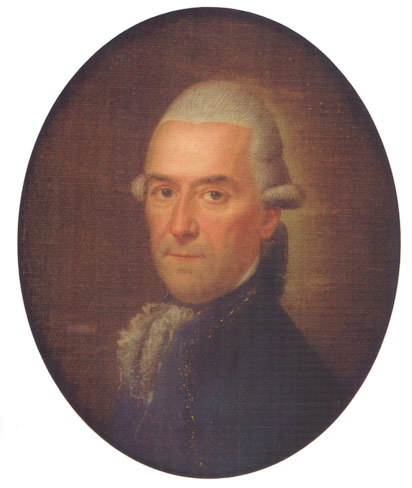
Paul Joseph Bardou – portret Henriego de Catta, prywatnego sekretarza króla Fryderyka II Wielkiego

## Dzieła
Paul Joseph Bardou sportretował wiele osób z elity władzy i wybitnych artystów. Wśród nich:
- księżniczkę Luizę Ferdinand Pruską
- teologa saskiego Johanna Tymoteusza Hermesa
- pruskiego ministra stanu Carla Georga Heinricha Grafa
- królową Prus Luizę Augustę Wilhelminę Amalię
- księżnę Ludwikę Fryderykę Radziwiłłową
- pruskiego ministra stanu Hansa Ernsta Dietricha von Werder
- prywatnego sekretarza króla Fryderyka II Wielkiego Henriego de Catta
- kompozytora Carla Friedricha Zeltera

W przypadku wielu dzieł nie zachowały się informacje o portretowanych osobach.